# 武井宏之
武井 宏之（たけい ひろゆき、1972年5月15日 - ）は、日本の漫画家、イラストレーター。青森県東津軽郡蓬田村出身。青森県立青森南高等学校卒業。血液型はA型。

## 人物・作風
1994年、『ITAKOのANNA』で第48回（1994年下期）手塚賞を受賞し、1997年、『週刊少年ジャンプ』において『仏ゾーン』で連載デビュー。デビュー前は、桜玉吉、桐山光侍、和月伸宏のアシスタントを務めた経験があり、和月の『るろうに剣心 -明治剣客浪漫譚-』には、尾田栄一郎、鈴木信也、いとうみきお、しんがぎんらと同時期に参加しており、デビュー後も、各々がジャンプ巻末コメントや単行本などで、アシスタント時代の仲間との変わらぬ交友関係を語っている。
作風に関しては、日本的な描写、善悪、メカ・ロボットものを思わせる描写が多い。『シャーマンキング』のころまでは、仏教・シャーマニズムといった宗教的な題材を作品に取り入れていた。次作『重機人間ユンボル』以降は、メカ・ロボットを前面に押し出した作品が主となっている。また、作者自身旅行好きであることから、旅行で訪れた場所での良いものを積極的に作品に取り入れたりもしている。
キャラクターセンスに定評があり、和月が意見を尋ねているほど。そのため、『るろうに剣心』の不二、『武装錬金』のヴィクターのデザインには武井のアイディアが採用されている。
同じ漫画家としては手塚治虫の大ファンであり、特に初期の絵柄には手塚の作品からの影響が色濃く残っている。これは武井本人が「手塚ブーム」という表現で語っている。また、水木しげるへのオマージュも見られる。漫画家としてデビューしたばかりのころは、松本零士の作品や荒木飛呂彦の『魔少年ビーティー』にハマっていたという。
『ガンダム』ファンを公言しており、小さいころからガンプラ作りやガンダムの絵を描いてばかりいたという。かつて存在したジャンプ内『シャーマンキング』公式サイトにも、誕生日にアシスタント達から『∀ガンダム』のプラモデルをたくさん貰った旨が記してあり、登場人物の1人である道円（タオエン）は、デザインも名前も∀ガンダムから取った事を明かしている。
既婚者で一男二女の父、家族に関してはジャンプの巻末コメントや『シャーマンキング』の単行本でたびたび紹介されている。20歳の時に子供ができたのをきっかけに、本格的に漫画家を目指してアシスタント活動を始め、『ITAKOのANNA』もこの間に描かれた。弟の宏文も同じく漫画家として活動しており、『最強ジャンプ』で『チョッパーマン』を連載している。

## 『シャーマンキング』の連載と打ち切り
『週刊少年ジャンプ』1998年31号より連載開始した『シャーマンキング』がヒットし、長期連載作家となる。テレビアニメ化もされた同作品は2004年40号まで続いた。
連載末期にはアンケートの順位が最下位近くで低迷を続けた末に打ち切り終了という形で終わりを迎えた。なお、最終回の20週ほど前に打ち切りが決まったことが明かされたという。
雑誌掲載最終話のカラー扉絵と最終ページに、みかん（「未完」を意味するシャレ）が描かれ、単行本化の際には本編の続きを暗示させる描き下ろしページなどが掲載された。また、連載の打ち切り直後、同作アニメでヒロインの恐山アンナ役を演じた声優、林原めぐみのラジオ番組『林原めぐみのTokyo Boogie Night』にて、同様にアニメでハオ役を演じた声優、高山みなみが急遽ゲストとして出演し、高山と林原に、武井から送られた直筆の手紙が読まれ、連載終了は武井本人にとって不本意な結果だった事が告げられた。

### 打ち切り後の動き
2007年11月3日に行われた、『林原めぐみTokyo Boogie Night』公開録音のコンサート内で、林原が武井とのメール交換の内容を明らかにし、「シャーマンキングの続きを描く意思がある」ということが明かされた。
同年12月のジャンプフェスタ2008にて、『シャーマンキング』の完全版が刊行されることが発表された。完全版は全27巻であり、連載打ち切り後の物語が描き下ろしで収録されることも併せて発表された。2009年4月に発売された完全版第27巻で同作は完結した。
2009年6月に発売された、シャーマンキング完全版公式ガイドブック『マンタリテ』では、本編の数年後の話が描き下ろされている。
2012年4月からは、葉の息子の花を主人公とした続編『シャーマンキングFLOWERS』の連載を『ジャンプ改』にて開始したが、同誌の休刊によりこちらも途中で連載を終了。2014年には『ウルトラジャンプ』で連載していた 『ユンボル -JUMBOR-』 の連載も中断、『ジャンプSQ.CROWN』2015年AUTUMN号での『機巧童子ULTIMO』完結を最後に、集英社での作品執筆が途絶える。
2017年6月末をもって、『シャーマンキング』シリーズなど、集英社で掲載された作品の電子書籍がすべて販売休止となり、出版元が講談社へ変更される。
その後、2018年より「『シャーマンキング』20周年記念プロジェクト」と題して、『FLOWERS』の人物が登場する新作『SHAMAN KING THE SUPER STAR』が『少年マガジンエッジ』にて2018年6月号より連載された。2023年の同誌の休刊により『マガジンポケット』に移籍するが、2024年11月23日掲載分を以て終了する。そして、更なる続編の『SHAMAN KING YARD』の連載が予定されている。
前述の「みかん=未完」のシャレに関しては、以後、武井自身もネタにしており、『マンタリテ』の表紙にみかんが描かれているほか、スタッフが更新しているTwitter上でも、編集部からみかんを大量に貰ったということをつぶやいている。

### 2024年以降の活動
2024年、大分県玖珠町の地方創生プロジェクト「Fairy Tale Town KUSU〜大分県玖珠町〜」の一環として執筆した『イベンチュア -KURUSHIMA BOOK-』が集英社より電子書籍で配信され、シリーズ移籍以来の集英社での作品発表となった。
2025年2月22日から3月16日の期間に、“画業だいたい30周年“を記念した「仏ゾーン原画展」が開催された。

## その他
- 中学3年生のころ、『月刊コロコロコミック』誌上で行われた『ダッシュ!四駆郎』に登場するミニ四駆「ダッシュ1号デザインコンテスト」に応募し、3万通の応募の中から3名しか選ばれない優秀賞に選ばれた[1]。このデザインはダッシュ1号としては不採用だったが、『四駆郎』作者の徳田ザウルスが武井に直接電話を掛けて、ダッシュ3号シューティングスターの原案とする旨を伝えたという[22]。これが縁で武井は2006年に死去した徳田の後を継ぐ形で、2015年より『コロコロアニキ』誌上にて続編の『ハイパーダッシュ! 四駆郎』を連載するに至った。
- デビュー前には「漫画家では食べていけない」としてグラフィック・デザイナー志望でパンドラボックスの面接を受けに行ったこともあるが、社長の飯島健男に「夢を諦めずに苦しくても我慢しろ」「後一回漫画賞での入賞が駄目だったら、もう一度受けにおいで」と諭されて帰された。『シャーマンキング』ヒット後も、パーティで飯島の姿を見つけると飛んできて礼儀正しく挨拶をしていたという[23]。
- 桜玉吉のエッセイ漫画『しあわせのかたち』に「カメさん」という名前のアシスタントとして作中に登場する。
- 2005年、世界最大の漫画祭「アングレーム国際BDフェスティバル」が開かれるフランス・シャラント県のアングレーム市の名誉市民に選ばれた。
- 2007年5月15日の『The Nutty Radio Show 鬼玉』内のコーナー「4千万人強の大ふつおた!送って読んで!?」にて、地元蓬田村が選ばれ、リスナーに出身有名人として紹介された。また、この日が誕生日だったために、パーソナリティの玉川美沙から、「怖いー!何かあるのかな…?」と言われていた。
- 青森県警むつ警察署は、同署の公式サイトのキャラクターとして警察官の制服姿の恐山アンナを採用している。理由は、同署が青森県出身である武井へ親しみやすいキャラクター作成を依頼したためで、同署管轄内の恐山に馴染み深いアンナが起用された。

## 作品

### 連載中
- ユンボル -JUMBOR-（脚本：御上裕真、『ウルトラジャンプ』2010年8月号 - 2014年から連載休止中）
  - 単行本既刊8巻
  - 『重機人間ユンボル』のセルフリメイク作品。

### 連載終了
- 仏ゾーン（『週刊少年ジャンプ』1997年12号 - 30号）
  - 単行本全3巻、文庫版全2巻、愛蔵版全2巻
- シャーマンキング（『週刊少年ジャンプ』1998年31号 - 2004年40号）
  - 単行本全32巻、完全版全27巻、廉価版全16巻、KC完結版全35巻
- シャーマンキング0（『ジャンプ改』2011年11月号 - ）
  - 単行本全2巻
- シャーマンキングFLOWERS（『ジャンプ改』2012年5月号 - 2014年11月号）
  - 単行本全6巻
- SHAMAN KING THE SUPER STAR（『少年マガジンエッジ』2018年6月号[24] - 2023年11月号[25]→『マガジンポケット』[26]）
  - 単行本全10巻
- 重機人間ユンボル（『週刊少年ジャンプ』2007年3号 - 14号）
  - 単行本全1巻、安全版（完全版）全2巻
- 機巧童子ULTIMO（原作：スタン・リー、2009年 - 2015年）
  - 『ジャンプスクエア』2009年3月号 - 2012年2月号まで連載した後、『ジャンプSQ.19』に移籍して同誌2012年3月号 - 2015年3月号まで連載。その後『ジャンプSQ.CROWN』2015年AUTUMN号にて完結。
  - 単行本全12巻
- 猫ヶ原（『少年マガジンエッジ』2015年10月号 - 2018年5月号）
  - 単行本全5巻
- ハイパーダッシュ! 四駆郎（原作：徳田ザウルス、『コロコロアニキ』第2号 - 2021年春号）
  - 単行本既刊4巻
  - 徳田ザウルスの漫画『ダッシュ!四駆郎』の続編。

### 読切
- ITAKOのANNA
  - 『仏ゾーン』単行本3巻に収録。
- デスゼロ
  - 『仏ゾーン』単行本2巻に収録。
- 仏ゾーン（読み切り版）
  - 『仏ゾーン』単行本1巻に収録。
- エキゾチカ（『週刊少年ジャンプ』2003年40号掲載）
  - 『シャーマンキング』単行本27巻に収録。
- スマッシュボマー（監修：武井宏之、作画：加藤大悟、『Vジャンプ』2006年8月号 - 10月号掲載）
- 機巧童子ULTIMO:0（原作：スタン・リー、『ジャンプスクエアセカンド』vol.1掲載）
- ユンボル -JUMBOR-（脚本：御上裕真、『ウルトラジャンプ』2009年11月号掲載）
  - 『ユンボル』安全版（新装版）上巻に収録。
- ユンボル -JUMBOR- 「荒野の床暖房」（脚本：御上裕真、『ウルトラジャンプ』2010年3月号掲載）
  - 『ユンボル』安全版（新装版）下巻に収録。
- ダンボール戦機 海道ジン外伝（『コロコロG』2011年夏号掲載）
- ダンボール戦機 ブースト外伝（『コロコロG』2011年冬号掲載）
- ヤハべえ（『ジャンプスクエア』2012年9月号掲載）
  - 『シャーマンキング0』単行本2巻に収録。
- 拝啓 徳田ザウルス先生（『コロコロアニキ』第1号掲載）
  - 『ハイパーダッシュ!四駆郎』単行本1巻に収録。
- 木魚の旅（『トランヴェール』2017年8月号掲載）
  - JR東日本の特急列車等で配布される広報誌の特集「漫画家・武井宏之と行く北国の円空」の一環、同特集には竹ペンによる円空仏のスケッチも掲載。
- 武井ノマド（『トランヴェール』2020年7月号掲載）
- イベンチュア -KURUSHIMA BOOK-（集英社 電子書籍 2024年4月22日配信[20]）
  - 協力：ジェット草村。大分県玖珠町の「Fairy Tale Town KUSU〜大分県玖珠町〜」地方創生プロジェクトの一環[27]。

### 原作・原案担当
- SHAMAN KING レッドクリムゾン（漫画：ジェット草村、『少年マガジンエッジ』2018年7月号 - 2020年2月号） - 原作
- SHAMAN KING マルコス（漫画：ジェット草村、『少年マガジンエッジ』2020年5月号 - 2022年7月号） - 原作
- SHAMAN KING &a garden（構成：ジェット草村、漫画：鵺澤京、『なかよし』2021年1月号 - 2022年6月号） - 原作
- SHAMAN KING FAUST8 永遠のエリザ（小説版原作：虎走かける、漫画：田中文、『マガジンポケット』2021年7月10日 - 2022年8月13日） - 原作
- MINI 4 KING（漫画：今田ユウキ、『月刊コロコロコミック』2021年8月号[注 1] - 2022年12月号[30]→「週刊コロコロコミック」2022年12月17日[30] - ） - 原案。ミニ四駆デザインも担当[31]。

### キャラクターデザイン
- 青森県むつ警察署マスコットキャラクター「アンナちゃん」[32]
- 和月伸宏『武装錬金』の登場キャラクター・ヴィクター（デザインにも一役かっている）
- スマッシュボマー（タカラトミー発売のスポーツメンコ玩具）
- ファンタシースターポータブル2
- カードファイト!! ヴァンガード
- 小太刀右京『ゴールデン・ハーベスト』に登場するVF-16XL ファルシオン（マクロスF公式同人誌『娘○秘（にゃんクレっと）File3』に収録）
- 戦国大戦
- ダンボール戦機 ブースト（LBXトロイ、必殺ファンクション"カイゼルスパイク"）
- 牙狼-GARO- -炎の刻印-（キャラクターデザイン協力）
- トモダチクエスト（メインキャラクターデザイン[33]）
- ブッチギレ!（キャラクター原案）
- ビックリメン（キャラクター原案[34]）
- 千年の刻印（レム・ジュールとアドガン・モーの新デザイン）
- デュエル・マスターズ（DM25-RP1王道W第1弾邪神vs邪神〜ソウル・オブ・ジ・アビス〜収録の金トレジャー「ボルシャック・モモキングNEX」デザイン）
- ぼくとドラゴン（[武器を纏う若き英雄]ギルガメッシュ、[陽炎の妖狐]玉藻前）[35]

## 師匠
- 桜玉吉[1]
- 桐山光侍[1]
- 和月伸宏[1]

## アシスタント
- 加藤大悟（武井宏之監修『スマッシュボマー』作画者）[36]
- 玉山大吾（DAIGO『機巧童子ULTIMO』Inker）[36]
- 河野慶[37]
- 竹山祐右[38]
- 松井勝法（旧名・キユ）[39]
- 田辺洋一郎[36]